# 羅塞塔始源小菊虎
羅塞塔始源小菊虎（Archaeomalthodes rosetta）為一已經滅絕的尖鬚菊虎亞科成員，本種為該亞科已知年代最古老的化石物種，也是始源小菊虎屬的模式種。

## 物種描述
該屬成員身材嬌小，眼圓且大。額部微凹，小顎鬚（maxillary palpomere）末端梭狀。觸角絲狀，延伸至翅鞘前1/3處。前胸背板梯形微凸，外緣平直，腹板八節。翅鞘完全包覆後翅，但未完全包覆腹節。大顎內弓之外緣有一齒突。鞘翅完全包覆後翅，但未完全包覆腹部，且有密集點刻。

## 分類學
本屬可根據形態分入菊虎科尖鬚菊虎亞科小菊虎族（Malthodini），也是目前已知尖鬚菊虎亞科年代最古老的化石物種。

## 古生物學
本種在整體外型特徵等已經跟現生的尖鬚菊虎亞科成員很相似，可能同現生族裔有相同的訪花行為，甚至是趨光性或尾對尾的交配體位。從已知的中生代菊虎化石紀錄，蕭昀等人推測中生代末期的菊虎科昆蟲應該已相當的豐富。此外，尖鬚菊虎亞科在以描述的菊虎化石中占有很大的部份，包含3個現生族別和1滅絕族別，因此推測尖鬚菊虎亞科在本科的早期演化中可能具備了相當的多樣性。

## 發現歷史
2016年，蕭昀等人在檢視9900 萬年前的緬甸琥珀（晚白堊紀，森諾曼階）時，發現了未曾描述過的菊虎科成員化石。在檢視形態後，判定為尖鬚菊虎亞科小菊虎族（Malthodini）的成員，為該亞科已知年代最古老的化石物種，並命名為羅塞塔始源小菊虎（Archaeomalthodes rosetta），種小名命名自羅塞塔石碑（Rosetta），暗喻本種為早期菊虎演化研究進程中的關鍵線索。同時也描述始源小菊虎屬此一獨立新屬。

## 外部連結
- Today, Entomology. . Entomology Today.   [2017-08-20]. （原始内容存档于2017-08-20）.
- . sciencythoughts.blogspot.tw.   [2017-08-20]. （原始内容存档于2017-08-20）.